# Frederick Stanley
Pour les articles homonymes, voir Stanley.
Frederick Arthur Stanley (15 janvier 1841, Londres – 14 juin 1908), 1er baron Stanley de Preston, 16e comte de Derby, est un homme d'État. Il est le sixième gouverneur général du Canada, de 1888 à 1893.
Il est connu pour avoir donné son nom à la Coupe Stanley, trophée remis par la Ligue nationale de hockey à l'équipe championne des séries éliminatoires.
Il a également donné son nom au parc Stanley à Vancouver.